# Nārj-e Mūsá
Nārj-e Mūsá (persiska: نارگِ موسَى, نارَك موسَى, نارج موسا, Nārg-e Mūsá, نارج موسی) är en ort i Iran.   Den ligger i provinsen Kohgiluyeh och Buyer Ahmad, i den centrala delen av landet, 600 km söder om huvudstaden Teheran. Nārj-e Mūsá ligger 1 249 meter över havet och antalet invånare är 179.
Terrängen runt Nārj-e Mūsá är bergig åt sydväst, men åt nordost är den kuperad. Runt Nārj-e Mūsá är det ganska glesbefolkat, med 45 invånare per kvadratkilometer. Närmaste större samhälle är Bāsht, 18,1 km sydost om Nārj-e Mūsá. Omgivningarna runt Nārj-e Mūsá är i huvudsak ett öppet busklandskap.